# Jaroslava Jehličková
Jaroslava Jehličková (Hořice, 24 marzo 1942) è un'ex mezzofondista cecoslovacca.

## Palmarès

### Europei
- 1 medaglia:
  - 1 oro (Atene 1969 nei 1 500 metri piani)